# 卫士度
衛士度，西晋司州汲郡人，系見于記載的最早的彌陀信仰者。据《开元释教录》记载，他于晋惠帝时从旧译本删改略出《道行般若经》二卷，今佚。衛士度出身寒门，却安贫乐道，常以佛法为乐，临终时用净水洗浴漱口，诵经千余言，然后引衣而卧，奄然而逝。